# Einemsen

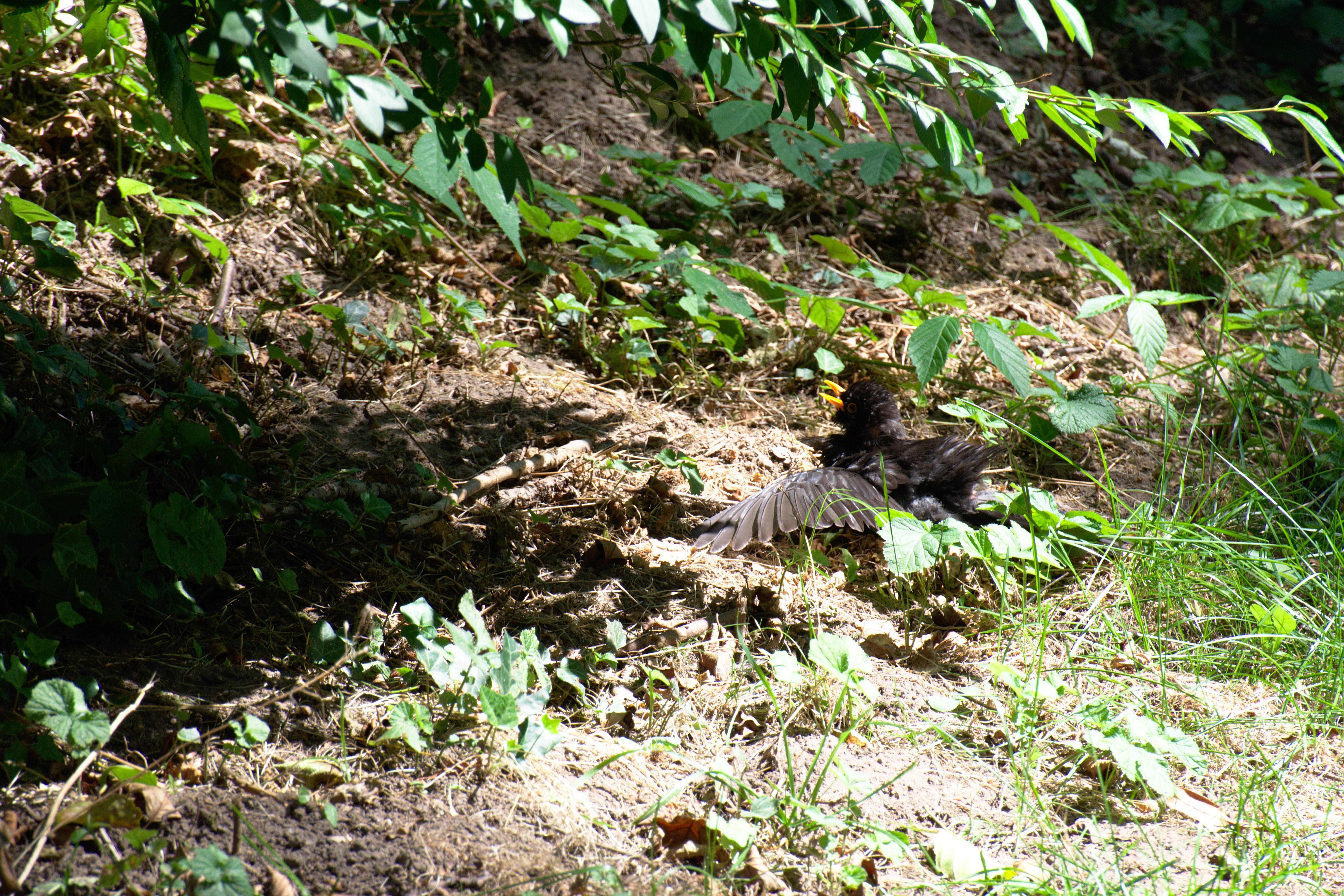
Eine Amsel beim Einemsen im Deutsch-Französischen Garten

Als Einemsen (von Emse, veraltete Bezeichnung für Ameise, engl. anting) wird eine Verhaltensweise vieler Vogelarten bezeichnet, bei der das Gefieder mit lebenden Insekten, vornehmlich mit verschiedenen Ameisenarten, aber auch mit Tausendfüßern in Berührung gebracht wird. 
Der biologische Nutzen des Einemsens ist nicht restlos erforscht, doch wird angenommen, dass den von den Insekten abgesonderten Sekreten, insbesondere der Ameisensäure, allgemein gefiederpflegende sowie bakterizide und fungizide Funktionen zukommen. Wahrscheinlich werden auch verschiedene Ektoparasiten mit der ätzenden Flüssigkeit wirkungsvoll bekämpft. Bei den benutzten Ameisenarten handelt es sich in Europa hauptsächlich um die Schwarze Wegameise (Lasius niger), die Gelbe Wiesenameise (Lasius flavus) und die Rote Waldameise (Formica rufa).
Weniger wahrscheinlich erscheint eine hautberuhigende Funktion des Einemsens, die vermutet wird, weil dieses Verhalten häufig bei mausernden Vögeln zu beobachten ist.  
Unterschieden werden zwei Arten des Einemsens:
- aktives Einemsen: Dabei streicht der Vogel mit einer oder mit mehreren gefangenen, lebenden Ameise(n) durch sein Gefieder. Dieses Verhalten ist unter anderem für den Seidenlaubenvogel und den Säulengärtner beschrieben worden.[2][3]
- passives Einemsen: Der Vogel legt sich mit ausgebreiteten Flügeln in der Nähe eines Ameisenhaufens oder einer Ameisenstraße auf den Boden, sodass die Insekten in sein Gefieder eindringen.